# سمكة المهرج بيضاء القلنسوة
سمكة المهرج بيضاء القلنسوة (الإسم العلمي:Amphiprion leucokranos)، هو نوع من الأسماك يتبع جنس سمكة المهرج من فصيلة البوماسنتريدي.